# Ptecticus zhejiangensis
Ptecticus zhejiangensis är en tvåvingeart som beskrevs av Ding Yang och C. Yang 1995. Ptecticus zhejiangensis ingår i släktet Ptecticus och familjen vapenflugor. Inga underarter finns listade i Catalogue of Life.